# Sibungke
Sibungke is een bestuurslaag in het regentschap Subulussalam van de provincie Atjeh, Indonesië. Sibungke telt 356 inwoners (volkstelling 2010).